# Saint-Suliac
Saint-Suliac é uma comuna francesa na região administrativa da Bretanha, no departamento Ille-et-Vilaine. Estende-se por uma área de 5,46 km². Em 2010 a comuna tinha 974 habitantes (densidade: 178,4 hab./km²).
Pertence à rede das As mais belas aldeias de França.